# Эрдман, Фёдор Христофорович
Фёдор Христофорович Эрдман (нем. Johann Friedrich Erdmann; 1778—1846) — российский терапевт, профессор Казанского и Дерптского университетов.

## Биография
Родился 18 июля 1778 года в Виттенберге в семье архидиакона и магистра Иоганна Кристофа Эрдмана (1733—1812) (нем.). Был самым младшим ребёнком. Учился основным предметам и первым упражнениям на латыни у своего отца и брата (Johann Gottlob Erdmann), который был на десять лет старше его. Другой старший брат — Карл Готфрид (1774—1835).
Окончив местную гимназию, в 1795 году он поступил на богословский факультет Виттенбергского университета, но уже через год перешёл на медицинский факультет, который и окончил в 1802 году со степенью доктора медицины, полученной им за диссертацию «Utrum aqua per electricitatem columnae а Volta inventae in elementa sua dissolvatur?» (Wittenberg, 1802); в 1804 году получил в том же университете звание экстраординарного профессора естественной истории, а в 1808 году — ординарного профессора по кафедре патологии и терапии; был назначен окружным врачом. В 1809 году стал членом Лейпцигской масонской ложи Аполлона (нем.).
В 1810 годуполучил приглашение на кафедру патологии, терапии и клиники, в недавно открывшийся Императорский Казанский университет; 17 мая был утверждён в должности ординарного профессора. Первым его делом стали заботы по устройству клиники и организации клинического преподавания; в 1811 году им был представлен подробный план устройства клиник из трёх отделений (терапевтического, хирургического и повивального), который получил одобрение и за который он получил благодарность от попечителя учебного округа; однако когда дело дошло до материальной стороны (нужно было 60 тыс. рублей единовременно и 5 тыс. ежегодно), осуществление проекта было отложено на неопределенное время. В течение семи лет он ходатайствовал об ассигновании необходимых средств, но не имел никакого успеха. Пришлось ему ограничиться тем клиническим материалом, который могли дать гимназическая и университетская больницы, поступившие в заведование Эрдмана.
Деятельность его во время пребывания в Казанском университете не ограничивалась исключительно исполнением преподавательских обязанностей; страстный путешественник, объездивший еще до переезда в Казань Францию, Италию и Швейцарию, он и здесь предпринимал многократно поездки в различные места, попутно исследуя те явления, которые интересовали его как специалиста, и в то же время внимательно наблюдая разнообразные стороны русской жизни. В 1811 году он сделал описание Сергиевских минеральных вод, основанное на проделанном им тщательном и обстоятельном химическом анализе; в 1812 году обследовал серные ключи в окрестностях города Тетюши; в 1813 году вместе с профессором Френом посетил руины древнего города Болгар, составив описание их, долгое время считавшееся лучшим; наконец, в качестве фактического ревизора училищ Казанского учебного округа он ездил в Астрахань, среднее и нижнее Поволжье, в Верхнекамский край, в Западную Сибирь и проч. Результаты всех этих путешествий, экскурсий и наблюдений стал трёхтомный труд: «Beiträge zur Kenntniss des Innern von Russland» (Рига; Дерпт; Лейпциг, 1822—1826). Эрдман был первым деканом отделения врачебных наук Казанского университета. Лекции он читал на латыни. Также он был врачом гимназии и вёл частную практику.
Климат Казани вызвал подагру и он решил вернуться в Германию. Когда решение было уже принято, в 1817 году ему предложили должность профессора освободившейся кафедры патологии, терапии и клиники в Дерптском университете; кафедра в Казанском университете перешла к К. Ф. Фуксу. В Дерпте, где он заведовал также поликлиникой, Эрдман читал лекции до 1823 года, когда выехал в Германию и занял в Дрездене должность лейб-медика саксонского короля. Однако в 1827 году он вернулся в Дерптский университет, приняв кафедру физической патологии, фармакологии, диететики и истории медицины. В 1818, 1829, 1833 и 1839 годах был деканом медицинского факультета, с 1828 по 1842 годы состоял членом, а последние пять лет председателем дерптского цензурного комитета, в 1830—1838 годах преподавал в Профессорском институте.
В 1842 году он вторично вышел в отставку и переехал в Висбаден, где и скончался 28 января 1846 года.

## Научная деятельность
Эрдману принадлежит целый ряд статей и трудов по клинической медицине, разработке некоторых вопросов в области приложения электричества к практической медицине и даже по вопросам публицистического характера; наиболее важные из них: «Aufzählung der giftigen Pflanzen, welche um Wittenberg wild wachsen» («Wittenberger Wochenblatt», 1792); «Vorsuche über die Wasserzersetzung durch Volta’s Säule» («Gilbert’s Annalen der Physik», 1802, Bd. XI, № 6); «Beschreibung zweier von Dr. Bremser in Wien erfundenen Voltaisch-elektrischen Apparate zur Entdeckung des Scheintodts und zur Wiederbelebung der Scheintodten» (ibid., 1802, Bd. XII, № 7); «Beschreibung einiger neuen Voltaisch-elektrischen Apparate» (ibid., 1802, Bd. XII); «Beobachtungen über die irdische Strahlenbrechung in den Steppen der Saratow’schen und Asrtachanschen Gouvernements» (ibid., Bd. 57); «Galvanische Versuche, angestellt im Wiener Irrenhause» («Horn’s Archiv für medicinische Erfahrung», 1804, Bd. VI, Heft 1); «Beschreibung einer verbesserten Bandage» (ibid., Heft 2); «Bemerkungen über das Wechselfieber und dessen Heilung» (ibid., Bd. I, H. 2); «Beiträge zur gerichtlichen Heilkunde» (ibid., Bd. III, Heft 1); «Beiträge zur praktischen Heilkunde» (ibid., Bd. III, H. 1); «Elementa organonomiae ex notione motus derivata» (Witt., 1804); «Neue Bemerkungen über die Natur und Behandlung des Wechselfiebers» («Horn’s Neues Archiv», 1807); «De hidropis natura et curatione», ч. I—IV (Witt., 1804—1810); «Извлечение из описания Сергиевских минеральных вод, составленное для СПб. медицинской академии» («Казанские Известия», 1811 г., № 19 и 20); «Серный источник близ гор. Тетюши» (ibid., 1812 г., № 18); «De fructibus ex literarum studio in rempublicam redundantibus», актовая речь (Казань, 1815 г.); «Einige Nachrichten über die Roskolniken» («Stäudlins Archiv für alte und neue Kierchengeschichte», 1813, Bd. 1); «Chemische Untersuchung des Salzwassers im Elton- und Bogda-See» («Scherers Annalen der Chemie», 1819, Bd. I); «Chemische Untersuchung des Sergiewskischen Mineralwassers» («Scherers Nord. Bll.», 1819, Bd. I); «Kurze Schilderung der Landwirtschaft im Kasanschen Gouvernement» («Neue ökonom. Repert. für Livland», Bd. VII, Th. 39); «Die Ruinen Bulgars» («Neue allgem. geographische Ephemeriden», Bd. VII); «Beiträge zu der von I. E. Hecker herausgegebenen Literarischen Anzeige der gesammten Heilkunde» (Berlin, 1825) и «Der Russiche Nationalecharakter» («Politisch Journal», 1828, December).

## Семья
В 1811 году женился на Катарине Кальм. Их дети: Carl Friedrich (25.05.1816, Казань — 29.12.1887, Дрезден); Gustav Wilhelm (29.11.1818, Дерпт — 28.01.1883, Ревель).